# 그랜드게데주

그랜드게데주

그랜드게데주(영어: Grand Gedeh County)는 라이베리아 동부에 위치한 주로 주도는 즈웨드루이며 면적은 10,484km2, 인구는 126,146명(2008년 인구 조사 기준), 인구 밀도는 12명/km2이다. 서쪽으로는 님바주, 남서쪽으로는 시노에주, 남동쪽으로는 리버지주와 접하며 북쪽으로는 코트디부아르와 국경을 접한다. 3개 구를 관할한다.